# ジャガー (駆逐艦)
ジャガー (HMS Jaguar, F34/G34) は、イギリス海軍の駆逐艦。J級。艦名は、哺乳綱食肉目ネコ科ヒョウ属に属する動物ジャガーに由来し、イギリス海軍においてこの名を持つ初めての艦である。

## 艦歴
「ジャガー」は1937年11月25日、スコットランド・ダンバートンのウィリアム・デニー・アンド・ブラザーズで起工。1938年11月22日進水。第二次世界大戦勃発直後の1939年9月12日に就役した。

### 本国近海
就役後、「ジャガー」はJ級駆逐艦で編成された本国艦隊第7駆逐艦戦隊（7th Destroyer Flotilla）に加わり、グリムスビーを拠点にイギリス東海岸沖で活動した。10月11日、「ジャガー」はフォース湾で座礁事故を起こし、11月まで修理を行った。 この間、「ジャガー」のペナントナンバーがG34に変更されている。
1940年3月15日から5月1日まで、カレドン・シップビルディング・エンジニアリング・カンパニーのダンディー工場で整備を行い、漏水の修理や燃料タンクの改修がなされた。5月20日、「ジャガー」は姉妹艦「ジャッカル」と「ジャヴェリン」、スループ「パフィン」と共に、掃海トローラーによるイギリス本土・ボルクム島間の海底電話線切断（キホーテ作戦）を援護。5月25日にはイースト・アングリア沖でUボート「U-9」に対潜攻撃を行うが不成功に終わった。
5月26日、イギリス海軍はダイナモ作戦を発動し、ダンケルクとその周辺地域で包囲された兵員の救出を開始した。5月27日、「ジャガー」は「ジャヴェリン」及び「グレネード」と共に、北からの撤退作戦を警備するために配備された。 5月28日、「ジャガー」と僚艦は撃沈された商船「アブキール」の生存者を救助した。さらに「ジャガー」は、翌5月29日朝に370名の部隊を収容するためブレ＝デューンの海岸へ向かった。
その日遅く、「ジャガー」はダンケルク港で兵員を乗艦させるように命じられた。 「ジャガー」、「グレネード」、「ギャラント」は、正午頃にダンケルクに到着した際、一行はドイツ空軍の急降下爆撃機に攻撃された。「ギャラント」は至近弾によって損傷し、引き返さざるを得なくなった。 「ジャガー」と「グレネード」は、ダンケルクの東埠頭に並んで接岸した。15時50分頃、「ジャガー」は約1000名の部隊を乗艦させ出航しようとした際に急降下爆撃機に攻撃され、至近弾4発を受けた。これにより蒸気配管が切断され、機関と舵機が使用不能となった。航行不能となった「ジャガー」は駆逐艦「エクスプレス」と「ジャガー」から兵員を移した沿岸汽船「リカ」によって曳航され、埠頭から離された。その日遅く、「ジャガー」は何とか機関を復旧することができたため自力でドーバーへ帰還した。
ジャガーは修理のためにハンバーに送られ、6月23日にハリッジで任務へ復帰した。7月4日、「ジャガー」と「ジャッカル」はイギリス東部沿岸部へ防御用機雷原を敷設する特設機雷敷設艦「テヴィオット・バンク」を護衛（BS21作戦）。8月17日には軽巡洋艦「カイロ」、「ジャヴェリン」、「ファイアドレーク」、「イングルフィールド」と共に第1機雷敷設戦隊（1st Minelaying Squadron）によるマレー湾への機雷敷設を援護した（SN12作戦）。
9月1日、「ジャガー」、「ジャヴェリン」、「パンジャビ」、「ターター」は、ヘブリディーズ諸島西方で雷撃を受けた軽巡洋艦「フィジー」のクライドへの帰還を護衛した。 
10月に「ジャガー」はポーツマスに移され、10月11日に「ジャガー」を含む第5駆逐艦戦隊の駆逐艦はシェルブール港を砲撃する戦艦「リヴェンジ」を護衛した。10月14日から11月1日にかけて、「ジャガー」はデヴォンポートで消磁コイルの取付等の改修を受けた。

### 地中海

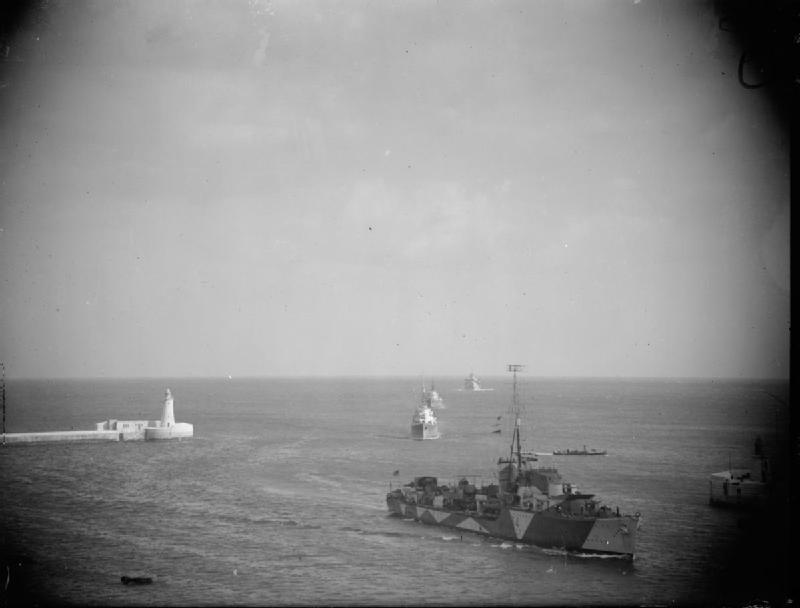
マルタ島グランド・ハーバーに入港する「ジャガー」。

1940年11月23日、「ジャガー」はジブラルタルを拠点とするH部隊に加わった。11月27日にはスパルティヴェント岬沖海戦に参加している。
1941年1月、イギリス海軍はエクセス作戦を発動し、ジブラルタルからマルタ及びギリシャのピレウスまでの輸送船団、並びにアレクサンドリアからマルタへの輸送船団を同時に運航することにした。「ジャガー」は、このうちジブラルタルから東進する船団の護衛に参加した。1月10日の夜明け、イタリア海軍の水雷艇「チルチェ」と「ヴェガ」が船団を攻撃し、魚雷7本を発射したが全て外れた。 軽巡洋艦「ボナヴェンチャー」と護衛の駆逐艦からの砲撃はすぐに「ヴェガ」を打ちのめし、「ジャガー」は「ヴェガ」の300ヤード (270 m)以内に接近すると砲撃を加えて炎上させた。それから「ヴェガ」は駆逐艦「ヘレワード」の魚雷1本を受けて沈没した。「ジャガー」はこの戦闘で4.7インチ砲弾88発と4インチ高角砲弾6発を消費した。 
作戦完了後、「ジャガー」は地中海艦隊第14駆逐艦戦隊に加わった。2月後半、「ジャガー」はイタリアからドデカネス諸島（イタリア領エーゲ海諸島）のカステロリゾ島を占領しようとする試みであるアブステンション作戦に参加した。イタリア軍は迅速に島への援軍を投入し、イギリス軍を撤退させた。2月27日の早朝、撤退を援護中だった「ジャガー」は、イタリア海軍の駆逐艦「フランチェスコ・クリスピ」と遭遇し交戦した。 両艦が短時間砲撃を交わした後、「ジャガー」の探照灯に「フランチェスコ・クリスピ」から放たれた40 mm (1.6 in)弾が命中し、接触が失われた。3月には、「ジャガー」はD部隊（Force D）の一員としてマタパン岬沖海戦に参加した。
4月20日から21日にかけての夜、「ジャガー」はリビアのトリポリ港を砲撃する戦艦「ウォースパイト」、「ヴァリアント」、「バーラム」、軽巡洋艦「グロスター」の護衛の一部を務めた。 4月23日、「ジャガー」は姉妹艦の「ジェーナス」、「ジャーヴィス」、「ジュノー」と一緒にマルタから出撃し、イタリア本土からトリポリに向かうイタリアの船団を迎撃した。4隻の駆逐艦はランペドゥーサ島南方でイタリアの武装商船「エゲオ」を撃沈したが、肝心の船団は「ジャガー」らの捜索を逃れた。
5月に「ジャガー」はクレタ島の戦いに参加した。島で戦うイギリス軍に弾薬を届け、クレタ島からの撤退船を護衛した。「ジャガー」は5月30日に空襲で至近弾1発を受けた。6月、「ジャガー」はヴィシー政権が支配するシリアとレバノンへの侵攻であるエクスポーター作戦を支援するため派遣された。6月23日に「ジャガー」は、軽巡洋艦「リアンダー」（ニュージーランド海軍）、「ナイアド」、駆逐艦「キングストン」と「ニザム」（オーストラリア海軍）と共に、フランス海軍の大型駆逐艦「ゲパール」と交戦。命中弾を与えるも「ゲパール」は逃走した。
シリアでの作戦終了後の7月10日、「ジャガー」はポート・サイドからキプロス島へイギリス空軍要員を輸送するギロチン作戦に参加。7月22日には、ジブラルタルからマルタへの兵員輸送（サブスタンス作戦）の陽動として、僚艦らと巡洋艦9隻を護衛して、地中海東部の敵船舶捜索に従事した（MD5作戦）。
「ジャガー」は以降、包囲下にあるトブルクへの補給船団の護衛やリビア沿岸部での艦砲射撃任務に従事した。
12月1日、「ジャガー」は僚艦「ジャーヴィス」に4.7インチ主砲弾1発を誤射される事故に遭遇した。対空戦闘後、「ジャーヴィス」が主砲内に残っていた砲弾を処理するため発砲した際、視界不良のためその先に「ジャガー」がいることに気づかなかったことが事故の原因であった。艦橋近くで炸裂した砲弾により、「ジャガー」は艦長ジョン・ハイン少佐を含む2名が死亡・1名が重傷を負う被害を出した。
12月6日から17日、「ジャガー」はMD8作戦及びMF1作戦で輸送艦「ブレコンシャー」を護衛。「ジャガー」は北アフリカへ物資を運ぶイタリア船団を攻撃する任務を与えられた。12月18日から19日にかけての夜、K部隊の軽巡洋艦3隻と駆逐艦4隻がマルタから出発してイタリア船団を攻撃しようとしたが、部隊はトリポリ北方で機雷原に入り込んでしまった。軽巡洋艦「ネプチューン」は触雷沈没し、軽巡洋艦「ペネロピ」と「オーロラ」も触雷した。駆逐艦「カンダハー」は、「ネプチューン」から生存者を救出しようとした際に触雷し、艦尾を吹き飛ばされた。 12月20日朝に「ジャガー」は「カンダハー」を発見したが、「カンダハー」を曳航するには海況が悪すぎたため、生存者165名を救助後「ジャガー」は「カンダハー」を魚雷で処分した。
「ジャガー」は1942年1月7日から8日にかけて、マルタ補給船団MF2船団で護衛を務めた。「ジャガー」はその月の後半にマルタを去り、6月13日から16日にかけて、3隻の輸送船からなるマルタ行き船団MW9船団を護衛した。しかし、輸送船2隻が沈み、3隻目も損傷したためトブルクに入港を余儀なくされた。 

### 最期

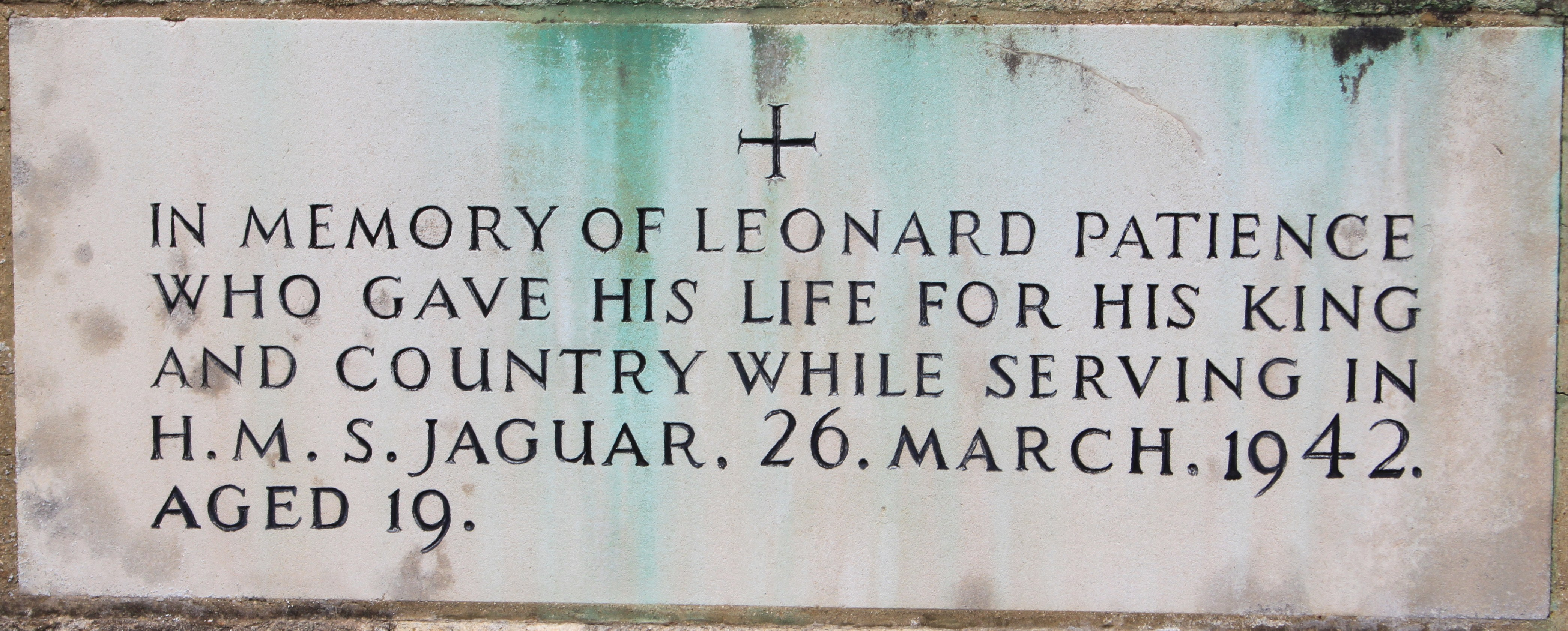
当時19歳で戦死した「ジャガー」乗員のエピタフ。2011年、グロスタシャー州ハイナムにて撮影。

1942年3月25日、「ジャガー」は、ギリシャ海軍の駆逐艦「ヴァシリッサ・オルガ」及びイギリス海軍対潜トローラー「クロ」と共に、トブルクへ向かうイギリス海軍補助艦隊油槽船「スラヴォル」を護衛した。「ジャガー」と「ヴァシリッサ・オルガ」は「スラヴォル」の左舷前方に、「クロ」は右舷前方に位置して陣形を組み、船団は10ノットでジグザグ航行を続けていた。航行中「ヴァシリッサ・オルガ」は潜水艦と思われる反応を探知し、さらに潜望鏡らしきものを発見して攻撃を行ったが、それ以上の反応はなく船団に合流した。
3月26日の夜明け前、船団がシディ・バッラニに差し掛かった際、「スラヴォル」は「U-652」の雷撃を受けて炎上した。「ジャガー」は「スラヴォル」に接近し乗員を救助しようと試みたが、そこに「U-652」から発射された魚雷2本が命中した。「ジャガー」の艦体は3つに折れて北緯31度53分 東経26度18分 / 北緯31.883度 東経26.300度の地点で轟沈した。「ジャガー」の艦長ライオネル・ティルウィット少佐以下193名が戦死し、生存者53名は「クロ」に救助された。
2時間後、「スラヴォル」も「U-652」に撃沈されたため、「ヴァシリッサ・オルガ」と「クロ」は生存者を救助後にアレクサンドリアへ帰投した。
艦名は後に41型フリゲート「ジャガー」に引き継がれた。同艦はイギリス海軍を退役後、バングラデシュ海軍の「アリー＝ハイダル」として2014年まで運用された。

## 栄典
「ジャガー」は生涯で8個の戦闘名誉章(Battle honours)を受章した。
- Dunkirk 1940 - Atlantic 1940 – Spartivento 1940 - Matapan 1941 – Crete 1941 – Mediterranean 1941 - Libya 1941-42 – Malta Convoys 1942